# 福氏马尾杉
福氏马尾杉（学名：Phlegmariurus fordii）为石杉科马尾杉属下的一个种。

## 扩展阅读
- 維基物種上的相關：福氏马尾杉